# Enllaç C-Nb
Els compostos d'organoniobi (o compostos orgànics del niobi) són compostos químics que contenen un enllaç químic entre carboni (C) i niobi (Nb) (enllaç C-Nb). La química de l'organoniobi és la ciència corresponent que explora les propietats, l'estructura i la reactivitat d'aquests compostos.
En comparació amb els altres organometàl·lics de metalls de transició del grup 5, la química dels compostos d'organoniobi s'assembla més a la dels compostos d'organotàntàl. S'han preparat compostos d'organoniobi amb estats d'oxidació +5, +4, +3, +2, +1, 0, -1 i -3, sent l'estat d'oxidació +5 el més comú.

## Tipus de compostos

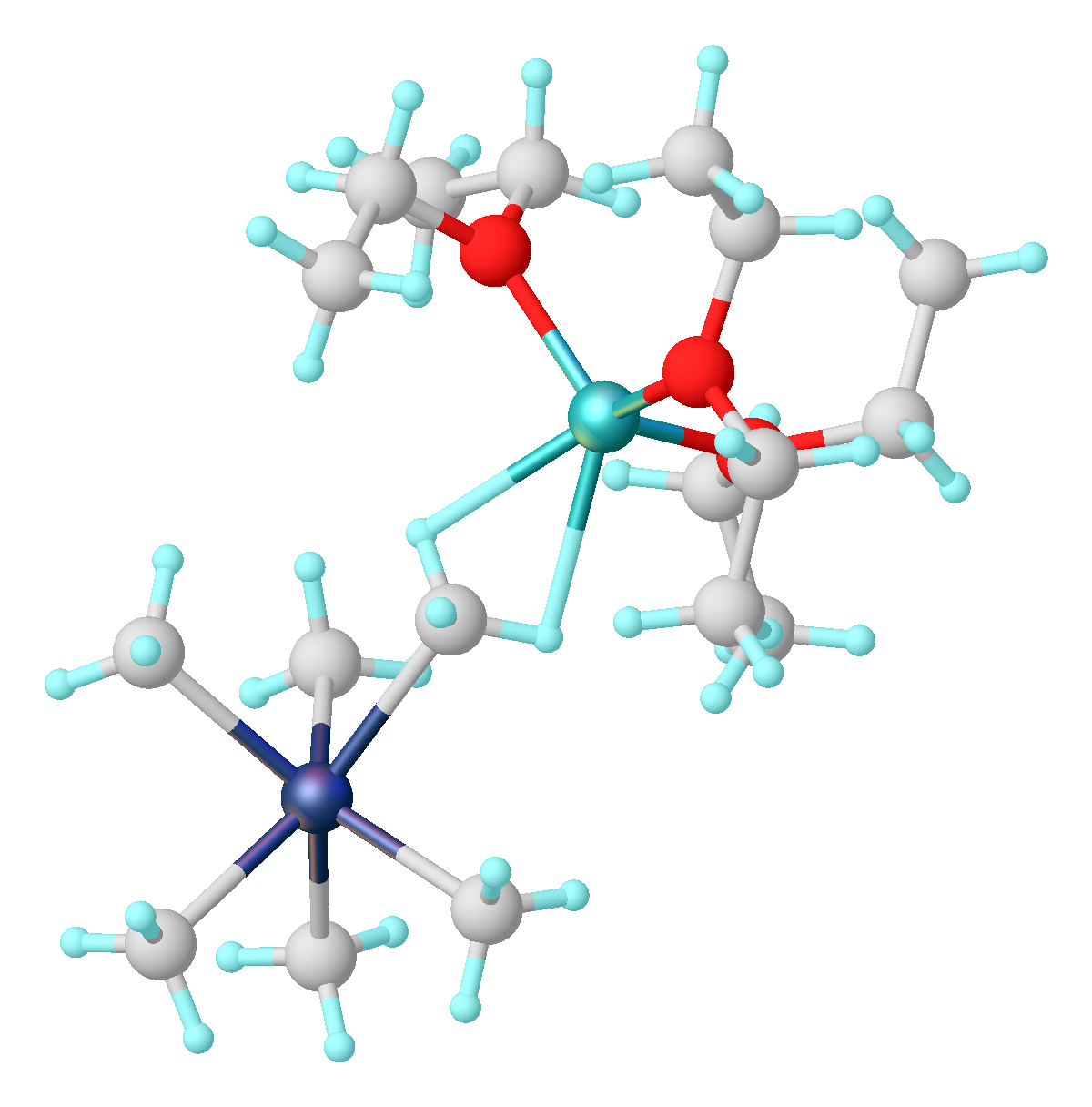
Estructura de [Li(OEt₂)₃]+[NbMe₆]−

### Carbonils
A diferència del vanadi, que forma l'hexacarbonil neutre, el niobi no forma fàcilment un complex anàleg. Tanmateix, les sals del carbonil binari aniònic, [Nb(CO)₆] –, estan ben caracteritzades. S'obtenen per reducció de NbCl₅ sota una atmosfera de CO.

### Alquils
S'ha preparat una gran varietat de compostos alquil del niobi. Els complexos de baix nombre de coordinació requereixen l'absència de qualsevol β-hidrogen per evitar una ràpida eliminació del β-hidrur. Els compostos més simples són les sals de [Nb(CH₃)₆] −, que es prepara per alquilació de NbF₅ utilitzant metil-liti.
NbF₅ + 6 LiCH₃ → Li[Nb(CH₃) ₆] + 5 LiF

### Derivats del ciclopentadienil
El primer compost d'organoniobi completament caracteritzat va ser Cp₂NbBr₃, però els metal·locens paramagnètics Nb(IV) com el diclorur de niobocè (Cp₂NbCl₂) són més freqüents. Els complexos es preparen normalment mitjançant el tractament de NbCl₅ amb NaCp per formar el complex bis(ciclopentadienil) seguit d'una funcionalització addicional. També es coneixen derivats del pentametilciclopentadiè, com ara (C₅Me₅)₂NbH₃.

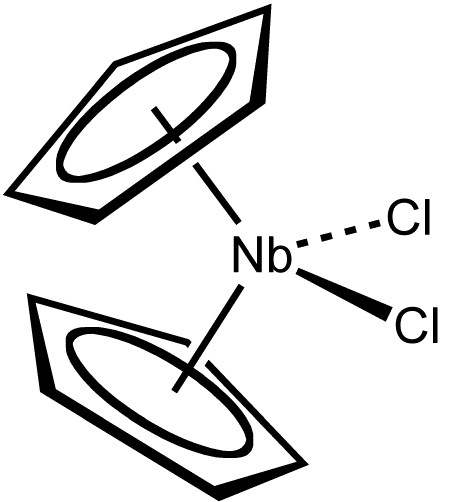
Diclorur de niobocè ((C₅H₅)₂NbCl₂)

Els carbonils de niobi suportats per lligands Cp es poden preparar en diversos estats d'oxidació de Nb i serveixen com a precursors útils en la química del carbonil de niobi.

### Alquidens
Juntament amb les espècies d'organotàntal relacionades, els alquilidens de niobi van estar entre els primers carbens Scrock estudiats. Les primeres síntesis d'aquests complexos van implicar l'addició de reactius d'organoliti mancats de β-hidrogens a complexos de Nb(V) impedits, seguit de l'eliminació de protons α. En comparació amb els alquilidens de tàntal, els alquilidens de niobi són menys estables tèrmicament i hidrolíticament.

### Compostos alquins
De manera similar a altres metalls de transició d2, Nb(III) produeix adductes amb alquins. Aquests derivats de vegades s'anomenen Nb(V) alquenediils metal·laciclopropens.

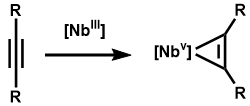
Els aductes de Nb(III) i alquins es descriuen sovint com a metal·laciclopropens

Aquests complexos d'alquendiil funcionen com a equivalents dianions latents. Reaccionen amb els electròfils per donar derivats d'alquè.

## Aplicacions
No s'han informat aplicacions comercials de compostos d'organoniobi. Han trobat un ús limitat en la síntesi orgànica.

### Reactius estequiomètrics de niobi
Una important aplicació sintètica primerenca de la química de l'organoniobi va ser l'ús de NbCl₃ (DME) com a reactiu per a l'acoblament reductor d'imines amb compostos carbonílics per formar aminoalcohols.

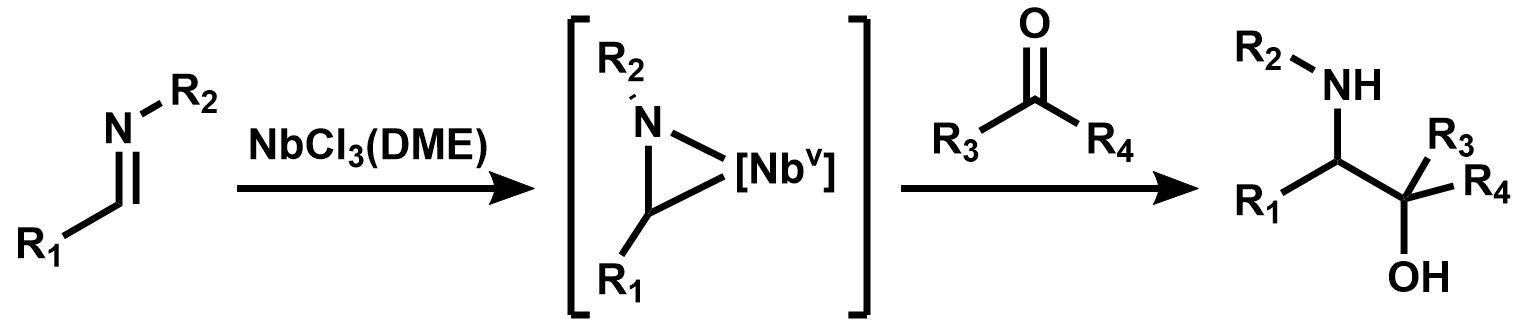
Acoblament reductor mediat amb NbCl₃(DME). El pas d'hidròlisi es mostra amb aigua implícita

Aquest reactiu ha trobat més ús en altres acoblaments reductors de tipus pinacol.

### Reaccions catalítiques
S'han realitzat diverses cicloaddicions formals [2+2+2] sota catàlisi de niobi, incloses trimeritzacions d'alquins i acoblaments d'alquins amb alquens o nitrils per formar ciclohexadiens o piridines, respectivament. Normalment, un catalitzador de Nb(III) formarà un metal·lociclopropè Nb(V) amb un component alquí terminal i després es dedicarà a insercions migratòries seqüencials i eliminació reductiva per proporcionar l'anell de sis membres i regenerar el Nb(III).

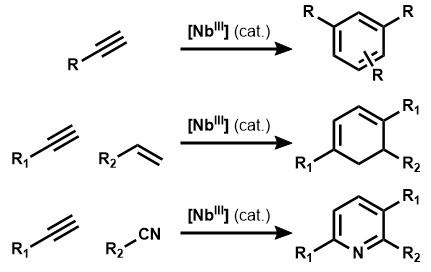
Cicloaddicions formals [2+2+2] catalitzades per Nb(III)

També s'ha desenvolupat un catalitzador d'organoniobi per a la semihidrogenació selectiva (Z) d'alquins. La via mecànica d'aquesta reacció és diferent d'altres hidrogenacions catalitzades per metalls de transició, passant pel metal·lociclopropè Nb (V) que s'enganxa amb l'hidrogen, ja sigui mitjançant metàtesi directa d'enllaç sigma o addició 1,2 de l'esfera exterior.

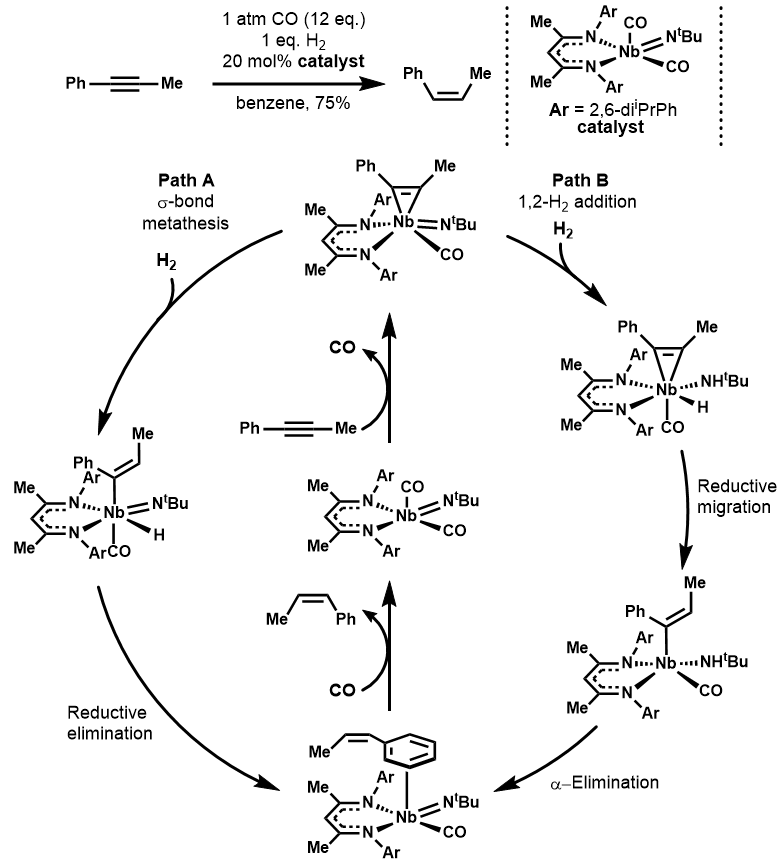
Nb(III) catalyzed alkyne semihydrogenation